# 闽国州县列表
本列表表示五代十国时期，割据福建的闽国的所有州县。
闽国的存在年代，由后梁开平三年（909）王审知受封闽王开始，至后晋开运二年（945）南唐攻破建州，王延政出降止，前后三十七年。王审知在位期间，福建较唐末仅新增闽清一县。及其子王延钧称帝时，将唐代所置的“场”（后备县）大量升县，福建遂从二十四县一变成为三十县。后王曦与占据建州的王延政反目，王延政自立殷国与福州分庭抗礼，更是将仅有五县的建州拆成三州。闽国灭亡时，福建共有一府（长乐府）、六州（建州、泉州、漳州、汀州、镡州、镛州），共计三十县。

## 列表
下表中，以 蓝色背景代表闽国各府、州，所领各县则分别列于其下。府、州、县名均以945年时为准。

909年，王审知封闽王。此时福建领五州，二十四县。

933年，王延钧称帝。此时福建领一府，四州，三十县。

945年，闽国灭亡前夕。此时福建领一府，六州，三十县。

| 州/县名 | 治所               | 备注 |
| ------- | ------------------ | --- |
| 长乐府  | 今福州市           | 后唐长兴四年，王延钧称帝，改名王鏻，升福州为长乐府。后晋开运二年（945）王延政称闽王，以福州为东都，又作南都。 |
| 闽县    | 今福州市           | 附郭县。晋太康三年（282）置原丰县，隋开皇十二年（592）改原丰为闽县。 后唐长兴四年（933），王鏻改闽县为长乐县。清泰二年（935），复改闽县。后晋天福六年（941年），王曦再改闽县为长乐县，次年改回闽县。 |
| 侯官县  | 今福州市           | 附郭县。东汉建安年间置，隋唐间数度省入闽县，后又复置。后唐长兴四年（933），王鏻改侯官为闽兴县。清泰二年（935），复改侯官。 |
| 长乐县  | 今长乐区           | 唐武德六年（623）由闽县析置，初称新宁县，同年改名长乐县。后梁乾化元年（911），王审知改长乐为安昌县，后唐同光三年（925），复名长乐。后唐长兴四年（933），王鏻又改长乐为侯官。清泰二年（935），复改长乐。 |
| 连江县  | 今连江县           | 晋太康四年（283）初置温麻县，隋省入闽县，唐武德六年（623）复置，同年改名连江县。 |
| 长溪县  | 今霞浦县           | 晋太康四年（283）初置温麻县，隋省入闽县，唐武德六年（623）复置，同年迁治连江，改名连江县，武周长安二年（702），又由连江县析置。 |
| 福清县  | 今福清市           | 武周圣历二年（699）析长乐县置万安县，天宝元年（742）改福唐县。后梁开平二年（908），王审知改福唐为永昌，后唐同光元年（923），复名福唐。后唐长兴四年（933），王鏻改福唐为福清。后晋朝廷因避石敬瑭讳，亦曾在天福七年（942）遥改福唐为南台。唯此时福建已独立，改名并无实际效力。又一说，福清县于天福年间迁治南台岭。 |
| 古田县  | 今古田县东北旧县治 | 唐开元二十九年（741）由侯官县析置。 |
| 永泰县  | 今永泰县           | 唐永泰二年（766）析侯官县与尤溪县置。 |
| 闽清县  | 今闽清县           | 唐贞元（785-805）中，析侯官县北置梅溪场，后梁乾化元年（911），王审知升为闽清县。 |
| 永贞县  | 今罗源县南圣水寺   | 唐大中元年（847），析连江县地置罗源场，咸通二年（861），又从闽县析部分地方并入，升永贞镇。后唐长兴四年（933），王鏻升永贞镇为永贞县。 |
| 宁德县  | 今宁德市蕉城区     | 唐开成（836-840）中，析长溪县宁川、古田县东北地置感德场。后唐长兴四年（933），王鏻升感德场为宁德县。 |
| 尤溪县  | 今尤溪县           | 唐开元二十九年（741）析侯官等县部分地方置。 |
| 德化县  | 今德化县           | 唐贞元（785-805）中，析永泰县归义乡置归德场。后唐长兴四年（933），王鏻升归德场为德化县。 |
| 泉州    | 今泉州市           | |
| 晉江縣  | 今泉州市           | 附郭县。唐开元六年（718），由南安县析置。 |
| 南安县  | 今南安市丰州       | 孙吴永安三年，析侯官县地置东安县，晋太康三年更名晋安县，隋开皇九年（589）改南安县。 |
| 莆田县  | 今莆田市           | 南朝陈光大二年（568），由南安县析置，不久撤销。隋开皇九年（589）又置，大业三年（607）复废。唐武德五年（622）再置。 |
| 仙游县  | 今仙游县           | 武周圣历二年（699），析莆田县置清源县。天宝元年（742年），改名仙游县。 |
| 同安县  | 今厦门市同安区     | 唐贞元十九年（803），析南安县置大同场。后唐长兴四年（933），王鏻升大同场为同安县。一说，升县在后唐天成四年（929）。 |
| 永春县  | 今永春县           | 隋开皇九年（589），析南安县置桃林场。（一说，置场在唐长庆二年（822）。）后唐长兴四年（933），王鏻升桃林场为桃源县。后晋天福三年（938），王昶改桃源县为永春县。 |
| 建州    | 今建瓯市           | 后晋天福八年（943），王延政于建州称帝，国号殷。 |
| 建安县  | 今建瓯市           | 附郭县。东汉建安初年，由侯官县析置。 |
| 邵武县  | 今邵武市东故县街   | 孙吴永安三年（260），析建安县置昭武镇，后升为昭武县。晋元康元年（291），因避司马昭讳，改邵武县。东晋太宁元年（323），又改昭阳县。刘宋永初元年（420）又改邵武。隋开皇九年（589）省，十二年复。后晋天福元年（936），王昶复改邵武为昭武。                                                                           |
| 浦城县  | 今浦城县           | 东汉建安初年，析侯官县置汉兴县。孙吴永安三年（260）改吴兴县。隋开皇九年（589）省，唐武德四年（621）复，改名唐兴。武周天授二年（691），改名武宁，唐中宗复位，于神龙元年（705）复名唐兴。天宝元年（742）定名浦城。                                                                                                 |
| 建阳县  | 今建阳市           | 东汉建安十年（205），析建安县置建平县。晋太元年间（376-396），改名建阳县。隋开皇九年（589）省，唐武德四年（621）复，八年（625）又省，垂拱四年（688）复置。 |
| 镛州    | 今将乐县           | 孙吴永安三年（260），析建安县置将乐县。隋开皇十二年（592）省，唐武德五年（622）复，贞观三年（629）又省，元和五年（810）复。后晋天福八年（943），王延政于建州称帝，升建州将乐县为镛州，又名西镛州。 |
| 镡州    | 今南平市、三明市   | 后晋天福八年（943），王延政于建州称帝，以永平镇龙津县，不久置镡州。 |
| 剑浦县  | 今南平市           | 东汉建安初年，析侯官县置南平县，晋太元四年（379）改延平县。刘宋泰始年间（465-471）废。后王审知置延平镇，后唐同光三年至四年（925-926），王延翰改之为永平镇，后晋天福八年（943），王延政升永平镇为龙津县。 |
| 汀州    | 今长汀县           | |
| 长汀县  | 今长汀县           | 附郭县。唐开元二十四年（736）置。 |
| 宁化县  | 今宁化县           | 唐乾封二年（667）置黄连镇，开元十三年（725）升黄连县，天宝元年（742）改名宁化县。 |
| 沙县    | 今沙县区           | 东晋义熙中（405-418）置沙村县，隋省，唐武德四年（621）复置，改名沙县，后又省，永徽六年（655）复置。 |
| 漳州    | 今漳州市           | |
| 龙溪县  | 今漳州市           | 附郭县。南朝梁大同六年（540）由南安析置。 |
| 漳浦县  | 今漳浦县           | 唐垂拱二年（686）置。 |
| 龙岩县  | 今龙岩市           | 唐开元二十四年（736）置新罗县，天宝元年（742）改名龙岩县。 |